# لوون هاخوردیان
لوون هوهانسی هاخوردیان (ارمنی: Լևոն Հովհաննեսի Հախվերդյան؛ زاده ۲۶ دسامبر ۱۹۲۴ - درگذشته ۶ فوریهٔ ۲۰۰۳) محقق ادبی، مترجم، روزنامه‌نگاری، آموزگار، آکادمیسین اهل ارمنستان بود.

## زندگی‌نامه
وی در ۲۶ دسامبر ۱۹۲۴ در قاراکیلیسا در به دنیا آمد و از مدرسه شماره ۲ خاچاطور آبوویان و انستیتو دولتی هنری و نمایشی ایروان (۱۹۴۹) فارغ‌التحصیل گشت. وی عضو فرهنگستان ملی علوم ارمنستان بود. وی همچنین برنده جوایزی همچون جایزه دولتی ارمنستان شوروی و چهره هنری شایسته ارمنستان شوروی شد. وی در ۶ فوریهٔ ۲۰۰۳ در سن ۷۸ سالگی در ایروان درگذشت.